# Thomas Herbert (hrabia)
Thomas Herbert (ur. 1656, zm. 22 stycznia 1733) – angielski i brytyjski arystokrata, polityk i mecenas sztuki, 8. hrabia Pembroke. Przewodniczący Royal Society (1689–1690), pierwszy lord Admiralicji (1690–1692), lord tajnej pieczęci (1692–1697), lord przewodniczący Rady (1699–1708), lord namiestnik Irlandii (1707–1708), lord wielki admirał (1708–1709).

## Życiorys
Urodził się w 1656 jako syn Philipa Herberta, 5. hrabiego Pembroke.
Był torysem. W latach 1679–1685 był deputowanym do angielskiej Izby Gmin z okręgu wyborczego Wilton. W 1683 odziedziczył tytuł hrabiego Pembroke, został też mianowany lordem-porucznikiem Wiltshire, jednak wkrótce popadł w niełaskę nowego króla Jakuba II i w 1687 został odwołany ze stanowiska.
Poparł pretensje Wilhelma Orańskiego do angielskiej korony, a po objęciu przez stadhoudera Niderlandów tronu angielskiego sięgnął po najwyższe stanowiska polityczne. W latach 1689–1690 był przewodniczącym Royal Society. W latach 1690–1692 był pierwszym lordem Admiralicji, następnie od 1692 do 1699 piastował stanowiska lorda tajnej pieczęci w ministerium Carmarthena oraz w pierwszej juncie wigów. W 1697 podpisał w imieniu Anglii traktat w Rijswijk kończący wojnę Francji z Ligą Augsburską.
Następnie w latach 1699–1708 był lordem przewodniczącym Rady, najpierw na czele własnego ministerium, a potem w ministerium koalicyjnym. Był odpowiedzialny za wynegocjowanie unii ze Szkocją, która w 1707 doprowadziła do powstania Królestwa Wielkiej Brytanii. W latach 1707–1708 był lordem namiestnikiem Irlandii, a w latach 1708–1709 lordem wielkim admirałem.
Był gorącym zwolennikiem tzw. sukcesji hanowerskiej, czyli objęcia tronu brytyjskiego po śmierci Anny Stuart przez Zofię Dorotę lub jej spadkobierców. Siedmiokrotnie pełnił funkcję lorda sprawiedliwości.
Podczas pięciu ceremonii koronacyjnych władców Anglii i Wielkiej Brytanii sprawował opiekę nad mieczem koronacyjnym. Był mecenasem sztuki. John Locke dedykował mu swój esej An Essay Concerning Human Understanding (Rozważania dotyczące rozumu ludzkiego, 1690) zaś George Berkeley Treatise concerning the Principles of Human Knowledge (Traktat o zasadach ludzkiego poznania, 1710).
Zmarł 22 stycznia 1733.

## Życie prywatne
Jego najstarszym synem i dziedzicem był Henry Herbert, 9. hrabia Pembroke, który zasłynął jako „hrabia-architekt” i przyczynił się do zbudowania Westminster Bridge.

## Przypisy

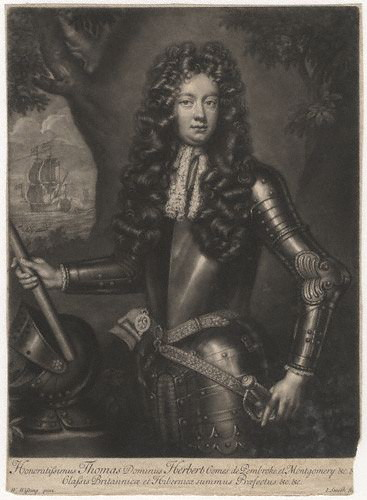
Thomas Herbert, 8 hrabia Pembroke